# 呂乾健
呂乾健（1545年—？），字天常，山西平陽府曲沃縣人，匠籍，明朝政治人物。同進士出身。

## 生平
嘉靖四十三年（1564年）甲子科山西鄉試第五十三名，萬曆五年（1577年）丁丑科會試第一百三十五名，登三甲第五十二名進士。歷河南商丘縣知縣，兴利除害，招流民三百余户，开荒田数百顷。治行称河南第一。转户部主事，监兑馆陶，综理周密，得军民欢心。歷员外郎，转饷云中，事竣归省，未几卒，祀乡贤。

## 著作
曾修萬曆《商丘縣志》 十卷。

## 家族
曾祖呂興；祖父呂寧；父呂廷玉。母王氏。慈侍下。